# Of the New Day
Of the New Day è un singolo del gruppo musicale britannico Porcupine Tree, pubblicato l'8 marzo 2022 come secondo estratto dall'undicesimo album in studio Closure/Continuation.

## Descrizione
Il brano è la seconda traccia del disco e secondo le parole del frontman Steven Wilson parla della rinascita dalle tenebre, mentre dal punto di vista musicale ha sottolineato che rappresenta la tipica «ballata atipica dei Porcupine Tree» grazie ai continui cambi di tempo che passano da un 4/4 al 3/4 fino ai 5/4, 6/4 e 11/4.

## Video musicale
Parallelamente alla distribuzione del singolo è stato reso disponibile anche un lyric video attraverso il canale YouTube del trio che mostra il testo del brano riprodotto su immagini distorte elettronicamente.

## Tracce
Testi e musiche di Steven Wilson.
1. Of the New Day – 4:43

## Formazione
Gruppo
- Richard Barbieri – tastiera, sintetizzatore
- Gavin Harrison – batteria, percussioni
- Steven Wilson – voce, chitarra, basso, tastiera

Produzione
- Richard Barbieri – produzione
- Gavin Harrison – produzione, missaggio batteria
- Steven Wilson – produzione, missaggio
- Paul Stacey – registrazione aggiuntiva della chitarra
- Ed Scull – ingegneria del suono